# Parc national El Leoncito
Le parc national El Leoncito est un parc national d'Argentine situé dans la province de San Juan, à 34 km de la localité de Barreal.
Sa superficie s'élève approximativement à 76 000 hectares. Depuis 1994, il faisait partie d'une réserve naturelle stricte (Reserva Natural Estricta) et en 2002, il a été transformé en parc national (Parque Nacional).
Il accueille l'observatoire astronomique Complejo Astronómico El Leoncito dont l'observatoire Félix-Aguilar.